# 크리스 마틴 (야구 선수)
크리스토퍼 릴리 마틴(Christopher Riley Martin, 1986년 6월 2일 ~ )은 미국의 야구 선수로, 아메리칸 리그 보스턴 레드삭스의 선수이다.